# Black Sonic
Black Sonic war eine Alternative-Rock- und Metal-Band aus Triesen, Liechtenstein, die 2003 unter dem Namen Black Sonic Prophets gegründet wurde, sich 2008 in Black Sonic umbenannte und 2012 auflöste.

## Geschichte
Die Band wurde im Jahr 2003 unter dem Namen Black Sonic Prophets vom Sänger und Gitarrist Stefan „Mäthi“ Mathis, dem Gitarristen Marco Gassner, dem Bassisten Raimund Tschol und dem Schlagzeuger Roland Testi gegründet. Im Jahr 2005 erschien The Broken EP, die von Jeff Collier produziert worden war. Zudem hielt die Band mittlerweile internationale Auftritte ab. 2005 erschien zudem die DVD The Official Bootleg. Durch Auftritte im Vorprogramm von Negative, Exilia und Stoune Sour erreichte die Band einen Vertrag bei Playground Music, worüber 2006 das Debütalbum Out of the Light – Into the Night erschien. Das Album war besonders in Skandinavien erfolgreich, wodurch es Mathis 2008 möglich war, auf dem Area4 das Lied I Don't Care von Apocalyptica als Sänger in dieser Band zu fungieren. Ende 2008 kürzte die Band ihren Namen auf Black Sonic ab.
Danach begab sich die Band zusammen mit Jeff Collier erneut ins Studio, um ihr zweites Album aufzunehmen. Nachdem die Aufnahmen Anfang 2009 abgeschlossen waren, erschien Ende Juni das Album 7 Deadly Sins. Im März 2012 gab die Band ihre Auflösung bekannt.

## Stil
Laut laut.de hat sich die Band bei ihrer Gründung stark an Bands wie Guns N’ Roses, Nickelback und Metallica orientiert. Auf Deadly Sins sie die Band mit Gruppen wie Backyard Babies und The Hellacopters vergleichbar. Christof Leim vom Metal Hammer gab in seiner Rezension zu 7 Deadly Sins an, dass die Band zwischen Metallica zur Zeit des schwarzen Albums und Shinedown einzuordnen ist. Zudem sei auch ein starker HIM-Einfluss hörbar. Die Riffs hätten einen ruppigen Klang. Das Titellied erinnere an die Foo Fighters, wohingegen das Intro-Riff Erinnerungen an das Lied I am the Law von Anthrax wachrufe.

## Diskografie
als Black Sonic Prophets
- 2003: Rockstar (EP, Eigenveröffentlichung)
- 2005: The Broken EP (EP, Eigenveröffentlichung)
- 2005: The Official Bootleg (DVD, Eigenveröffentlichung)
- 2006: Leave Me Alone (Single, Hype/Playground Music)
- 2006: Out of the Light – Into the Night (Album, Hype/Playground Music)

als Black Sonic
- 2009: 7 Deadly Sins (Album, ASR/Soulfood)